# Protestas en Islandia de 2008-2011

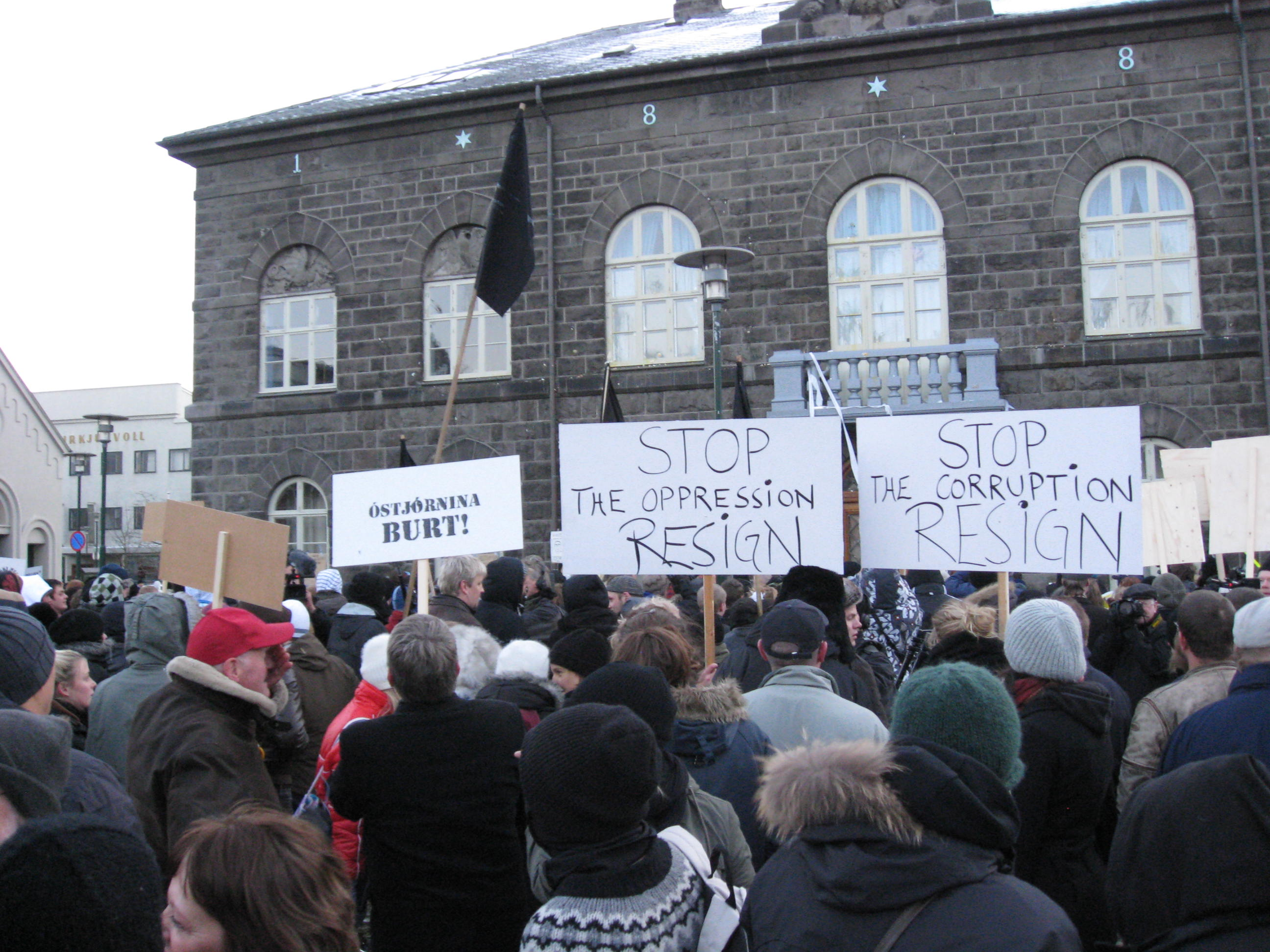
Parte de los 6000 manifestantes que el 15 de noviembre de 2008 se congregaron para protestar ante el Alþingishús, sede del Parlamento de Islandia.

Las protestas en Islandia de 2008-2011, también referidas como la Revolución de las cacerolas debido al uso de las mismas por los manifestantes, o conocida simplemente como la Revolución islandesa, estallaron durante la grave crisis financiera en el contexto de la Gran Recesión.
Tras unas protestas iniciales y esporádicas desde octubre de 2008, estas se intensificaron en enero de 2009 con miles de personas protestando frente al Parlamento islandés (Alþingi) en Reikiavik y obligando al uso de fuerzas antidisturbios por primera y única vez desde el ingreso en la OTAN del país en 1949.
Los manifestantes comenzaron pidiendo la renuncia de los altos cargos del gobierno y nuevas elecciones. Las protestas terminaron casi por completo con la renuncia del viejo gobierno de derecha y continuaron organizándose mediante movimientos ciudadanos y en asamblea. Tras las elecciones de abril de 2009, se formó un nuevo gobierno de izquierda que comenzó a apoyar la línea de los manifestantes, siendo una de sus medidas la de perseguir judicialmente al anterior primer ministro de Islandia durante la crisis, Geir H. Haarde.
Igualmente, se realizaron varios referendos preguntando a los votantes sobre la conveniencia o no de pagar la deuda bancaria externa o caso Icesave y, finalmente, se emprendió un complejo proceso participativo que culminó en la creación de varios Foros o Asambleas ciudadanas y, en último caso, en una Asamblea Constituyente de 25 personas de a pie sin filiación política. El tema que se trataba era una enmienda parcial o total a la Constitución de Islandia y, después de diversos problemas legales, desembocó en un Consejo Constituyente que incluía a los 25 electos y que presentó un borrador constitucional al parlamento el 29 de julio de 2011.

## Orden cronológico

### 2008-2009: protestas y cambio de gobierno

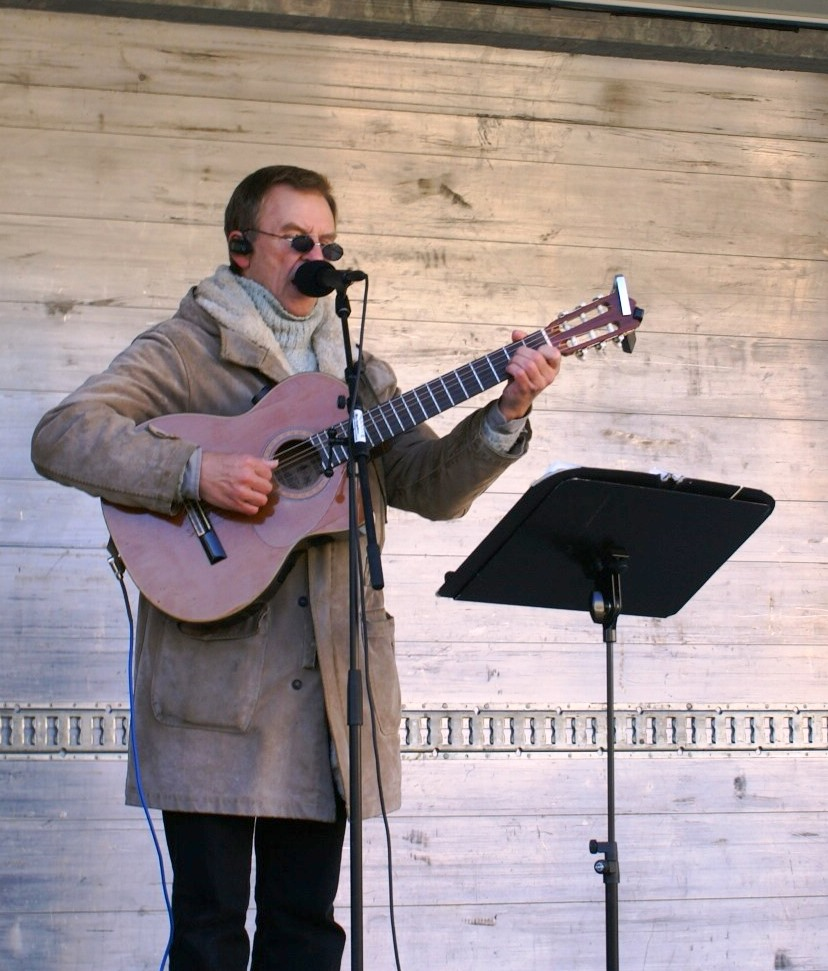
Hördur Torfason en la segunda protesta semanal, el 18 de octubre de 2008

Preocupado con el estado de la economía islandesa, Hördur Torfason inició una protesta individual en octubre de 2008. Se plantó en "Austurvöllur con un micrófono abierto e invitó a la gente a hablar". Un sábado después surgió una manifestación más organizada y los manifestantes comenzaron a organizarse, decidiéndose una convocatoria cada sábado hasta la dimisión del gobierno. Torfason lideraba la protesta.
El 20 de enero de 2009 la protesta de unas 1000 o 2000 personas frente al parlamento, se intensificó y pronto se convirtió en un disturbio, al utilizarse para dispersarla por primera y única vez en la historia de la isla policía antidisturbios desde los disturbios de su ingreso en la OTAN, ocasionando más de veinte arrestos y otros tantos atendidos por exposición a spray de pimienta.
Los manifestantes hicieron famoso desde ese momento el uso de cacerolas y otros instrumentos de cocina o metálicos frente al parlamento durante la primera reunión del año de este y el primer ministro, Geir H. Haarde. Algunos incidentes ajenos a esta índole pacífica incluyeron la rotura ventanas del edificio legislativo y lanzamiento de diversos elementos contra este: desde el producto lácteo skyr, a bolas de nieve o granadas de humo. Fue el uso pacífico de cacharrería de cocina el que dio el nombre utilizado localmente en Islandia para referirse a la protesta: "Revolución de las Cacerolas".
El 21 de enero de 2009 las protestas continuaron en la capital y fue el primer ministro el que vio asaltado su coche con bolas de nieve, huevos y latas de manifestantes que pedían su dimisión. Los edificios del gobierno se vieron rodeados esta vez de una multitud de, al menos, 3000 personas, con pintura, cacerolas y huevos. Los protestantes marcharon hasta el parlamento, y un manifestante lo escaló clavando una pancarta que rezaba: "La traición debido a la imprudencia, es traición igualmente" Esta vez no hubo arrestos.
Tan sólo un día después, la Policía volvió a emplear métodos antidisturbios en Austurvöllur (la plaza frente al parlamento). Cerca de 2000 protestantes rodeaban el edificio acumulando y lanzando desde fuegos artificiales, zapatos o papel higiénico a adoquines a la policía. El director de la policía de Reikiavik confirmó el uso de spray de pimienta antes que lacrimógeno para dispersarlos y comentó que esperaban la continuación de las manifestaciones, siendo esto una situación nueva para el tranquilo país.
A pesar de que el siguiente 23 de enero de 2009 se anunciaron elecciones parlamentarias para abril, y del anuncio del primer ministro Haarde de que se retiraba de la política por cáncer de esófago, las protestas continuaban llenando las calles y pidiendo un nuevo marco político y elecciones inmediatas El Partido de la Independencia de Haarde anunció cinco días más tarde su inminente renuncia como primer ministro tras fracasar las negociaciones con la Alianza Socialdemócrata para mantener el gobierno intacto.
La Alianza Socialdemócrata formó entonces un nuevo gobierno de coalición en minoría con el apoyo del Movimiento de Izquierda-Verde, del Partido Progresista y del Partido Liberal, que juró la constitución el 1 de febrero de 2009. La antigua ministra de Asuntos Sociales, Jóhanna Sigurðardóttir, fue nombrada primera ministra. Los partidos de la coalición también acordaron la necesidad convocar una asamblea constitucional para revisar la Carta Magna del país. No hubo acuerdo, sin embargo, para la cuestión de la integración en la Unión Europea y el euro.
Las elecciones parlamentarias se celebraron finalmente el 25 de abril de 2009. La Alianza Socialdemócrata de Jóhanna Sigurðardóttir y sus socios Izquierda-Verdes, obtuvieron una gran mayoría y un incremento de asientos en el parlamento. Nuevos partidos formados durante las protestas, como el Movimiento de los Ciudadanos, obtuvo hasta cuatro escaños. El Partido de la Independencia, gobernante durante la crisis, sufrió una estrepitosa derrota y perdió un tercio del apoyo popular.

### 2009-2010: foros ciudadanos y cambio constitucional
Aprendiendo la lección de las protestas a nivel nacional y de la presión de las organizaciones civiles, los nuevos partidos gobernantes decidieron involucrar a los ciudadanos a la hora de crear una nueva constitución, y empezaron debatiendo el 4 de noviembre de 2009 sobre esta materia. Paralelamente a las protestas y la deliberación del parlamento, los ciudadanos se habían comenzado a unir en movimientos de grupos de trabajo, think-tanks y de democracia de raíz. Un Fórum Nacional se organizó para el 14 de noviembre (islandés: Þjóðfundur 2009) en forma de asamblea de ciudadanos islandeses en el recinto Laugardalsvöllur de Reikiavik, por uno de estos movimientos ciudadanos, Anthill. El Fórum sentaría las bases para la futura Asamblea Constitucional y sería retransmitida por Internet públicamente.
1500 personas fueron invitadas a participar en la asamblea; de estas, 1200 fueron escogidas aleatoriamente del registro nacional; 300 eran representantes de compañías, instituciones y otros grupos; fueron escogidos representativamente de una variedad de 18 a 88 años y de las 6 conscripciones islandesas; 47 % eran mujeres, 53 % hombres.
El 16 de junio de 2010 el parlamento aceptó finalmente el Acta Constitucional y se convocó un nuevo foro, este auspiciado por las instituciones gubernamentales. El Acta prescribía que los participantes de este nuevo Foro debían ser escogidos de una muestra aleatoria del Registro Nacional, “con especial atención a una razonable distribución de participantes a lo largo del país y una división igualitaria entre géneros, en la medida de lo posible”. El Fórum Nacional de 2010 fue puesto en marcha el 6 de noviembre y contó con 950 participantes aleatorios, organizados en pequeñas subcomisiones, y que presentaría un documento de 700 páginas que serviría de base para los futuros cambios constitucionales, que debatiría una Asamblea Constitucional. El Foro pudo hacerse realidad por los esfuerzos combinados del gobierno y grupos ciudadanos como Anthill, organizador del anterior Foro. Un Comité Constitucional de siete personas elegido por el parlamento se encargó de supervisar el desarrollo del Fórum 2010 y la presentación de sus resultados, pero la organización y facilitación de este lo organizó Anthill.

### 2010-2011: Asamblea y Consejo Constitucional
El proceso continuó en las Elecciones a la Asamblea Constitucional de Islandia de 2010 que vieron como se escogían a 25 personas (desde granjeros a físicos) sin signo político alguno el 26 de octubre de ese año. El Tribunal Supremo de Islandia invalidó luego los resultados de la elección el 25 de enero de 2011 tras acusaciones en cómo se había conducido el proceso electoral, pero el parlamento decidió que lo que se había cuestionado era el proceso, y no a los electos, y decidió incluirlos en una suerte de Consejo Constitucional para continuar con los cambios tras mostrarse favorables en las encuestas una mayoría aplastante de ciudadanos. El 29 de julio de 2011 el Consejo presentó el borrador de la Constitución al Parlamento y está pendiente el debate sobre este.

### 2012: Referéndum sobre la nueva Constitución
Después de que el borrador de la propuesta de Constitución se presentara el 29 de julio de 2011 en el Alþingi, el Parlamento islandés, este finalmente aceptó en una votación el 24 de mayo de 2012, con 35 votos a favor y 25 en contra, la propuesta de organizar un referéndum sobre la propuesta de la nueva constitución no más tarde del 20 de octubre de ese mismo año. Los únicos parlamentarios que se opusieron fueron los del antiguo partido gobernante, el conservador Partido de la Independencia. También se rechazó por 34 votos a 25 la propuesta de varios miembros de la coalición progresista en el poder sobre un referéndum acerca del proceso de acceso a la Unión Europea, con la cual Islandia mantiene una contienda legal por la deuda bancaria impagada en los casos de Reino Unido y Holanda.

## Referendos sobre la deuda de los bancos
Varios referendos fueron celebrados para decidir sobre el caso Icesave de deuda externa de los bancos islandeses en quiebra. El primero se celebró el 6 de marzo de 2010 y fue sonoramente derrotado, con un 93 % en contra de que los ciudadanos se hicieran cargo de esta deuda y menos de un 2 % a favor. 
Tras el referéndum, nuevas negociaciones comenzaron. El 16 de febrero de 2011, el Parlamento islandés decidió pagar toda la suma de la deuda desde 2019 a 2046, con un interés fijo del 3 %, pero el Presidente de Islandia Ólafur Ragnar Grímsson se negó a firmar el acuerdo cuatro días después y llamó a un nuevo referéndum. Este fue celebrado el 9 de abril de 2011 y resultó en la victoria del "no" de nuevo, aunque con menos porcentaje. Tras el fallido referéndum, los gobiernos británico y holandés implicados en el Iceave acordaron llevar el caso a los tribunales europeos correspondientes.

## Juicio al primer ministro
El Parlamento islandés votó 33-30 para juzgar al que había sido primer ministro de Islandia durante la crisis, Geir H. Haarde, pero no al resto de su gabinete, bajo el cargo de omisión del deber en el cargo en la sesión del 28 de septiembre de 2010. Su juicio se produciría ante el Landsdómur, un tribunal especial encargado de casos de mala praxis en cargos del gobierno, que no se había usado nunca desde su establecimiento con la Constitución de 1905.